# Autriche au Concours Eurovision de la chanson 1963
L'Autriche a participé au Concours Eurovision de la chanson 1963 le 23 mars à Londres. C'est la 7e participation de l'Autriche au Concours Eurovision de la chanson.
Le pays est représenté par la chanteuse Carmela Corren et la chanson Vielleicht geschieht ein Wunder, sélectionnées en interne par l'ORF.

## Sélection interne
Le radiodiffuseur autrichien, Österreichischer Rundfunk (ORF), choisit en interne l'artiste et la chanson représentant l'Autriche au Concours Eurovision de la chanson 1963.
Lors de cette sélection, c'est la chanson Vielleicht geschieht ein Wunder, écrite par Peter Wehle, composée par Erwin Halletz et interprétée par Carmela Corren, qui fut choisie avec le compositeur de la chanson comme chef d'orchestre.
| Ordre | Artiste        | Chanson                         | Langue            |
| ----- | -------------- | ------------------------------- | ----------------- |
| 1     | Carmela Corren | Vielleicht geschieht ein Wunder | Allemand, anglais |

## À l'Eurovision
Chaque jury national attribue un à cinq points à ses cinq chansons préférées.

### Points attribués par l'Autriche
| 5 points | Suisse   |
| 4 points | Belgique |
| 3 points | Danemark |
| 2 points | France   |
| 1 point  | Monaco   |

### Points attribués à l'Autriche
| 5 points | 4 points                 | 3 points | 2 points            | 1 point    |
| -------- | ------------------------ | -------- | ------------------- | ---------- |
|          | - Finlande - Royaume-Uni | - Suède  | - Belgique - France | - Danemark |

Carmela Corren interprète Vielleicht geschieht ein Wunder en 4e position lors de la soirée du concours, suivant l'Allemagne et précédant la Norvège.
Au terme du vote final, l'Autriche termine à la 7e place sur les 16 pays participants, ayant reçu 16 points au total de la part de six pays différents,.